# Flughafen Ixtapa-Zihuatanejo

i8
i11
i13
Der Flughafen Ixtapa-Zihuatanejo (spanisch Aeropuerto Internacional de Ixtapa-Zihuatanejo, IATA-Code: ZIH, ICAO-Code: MMZH) ist ein internationaler Flughafen bei der Stadt Zihuatanejo im Bundesstaat Guerrero in Mexiko. Er dient in erster Linie touristischen Zwecken.

## Lage
Der Flughafen Ixtapa-Zihuatanejo befindet sich an der Pazifikküste etwa 350 km (Luftlinie) südwestlich von Mexiko-Stadt in einer Höhe von ca. 8 m. Die Großstadt Acapulco ist ca. 250 km in südöstlicher Richtung entfernt.

## Geschichte
Der Flughafen wurde im Jahr 1998 eröffnet.

## Flugverbindungen
Es werden hauptsächlich nationale Flüge nach Mexiko-Stadt abgewickelt; daneben werden zahlreiche nordamerikanische Ziele angeflogen.

## Passagierzahlen
Im Jahr 2019 wurden erstmals mehr als 630.000 Passagiere abgefertigt. Danach erfolgte ein deutlicher Rückgang infolge der COVID-19-Pandemie.